# Міжкратерні рівнини на Меркурії
Міжкратерні рівнини на Меркурії — форма рельєфу, що складається з рівнин між кратерами на Меркурії.

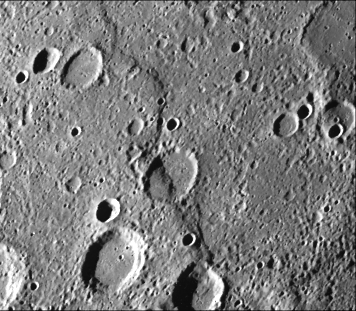
Міжкратерні рівнини і сильно порізаний кратерами рельєф характерні для більшої частини Меркурія за межами області, на яку вплинуло формування басейну Калоріс. На рівнинах присутні численні неглибокі видовжені кратери та ланцюжки кратерів. На цьому знімку, зробленому під час першої місії Mariner 10, видно велику ділянку міжкратерних рівнин з центром на 3° пн. ш., 20° зх. д. Уступ Санта-Марія-Рупес, що проходить посередині знімка, прорізає як рівнини, так і великі кратери. Сцена має 200 км в поперечнику; північ — це вершина.

З восьми планет Сонячної системи Меркурій — найменша і найближча до Сонця планета. Її поверхня схожа на поверхню Місяця тим, що має ознаки сильних кратерів і рівнин[прояснити], утворених внаслідок вивержень вулканів. Ці особливості вказують на те, що Меркурій був геологічно неактивним протягом мільярдів років. Знання про геологію Меркурія спочатку були досить обмеженими, оскільки спостереження проводилися лише завдяки прольоту апарата Mariner 10 у 1975 році та спостереженням із Землі. Місія MESSENGER (абревіатура від MErcury Surface, Space Environment, GEochemistry, and Ranging — дослідження поверхні, космічного середовища, геохімії та дальності польоту) 2004 року — це перший в історії автоматизований космічний апарат НАСА, який здійснив орбітальний політ навколо планети. Дані, отримані MESSENGER, виявили геологічно складну планету.

## Типи рівнин

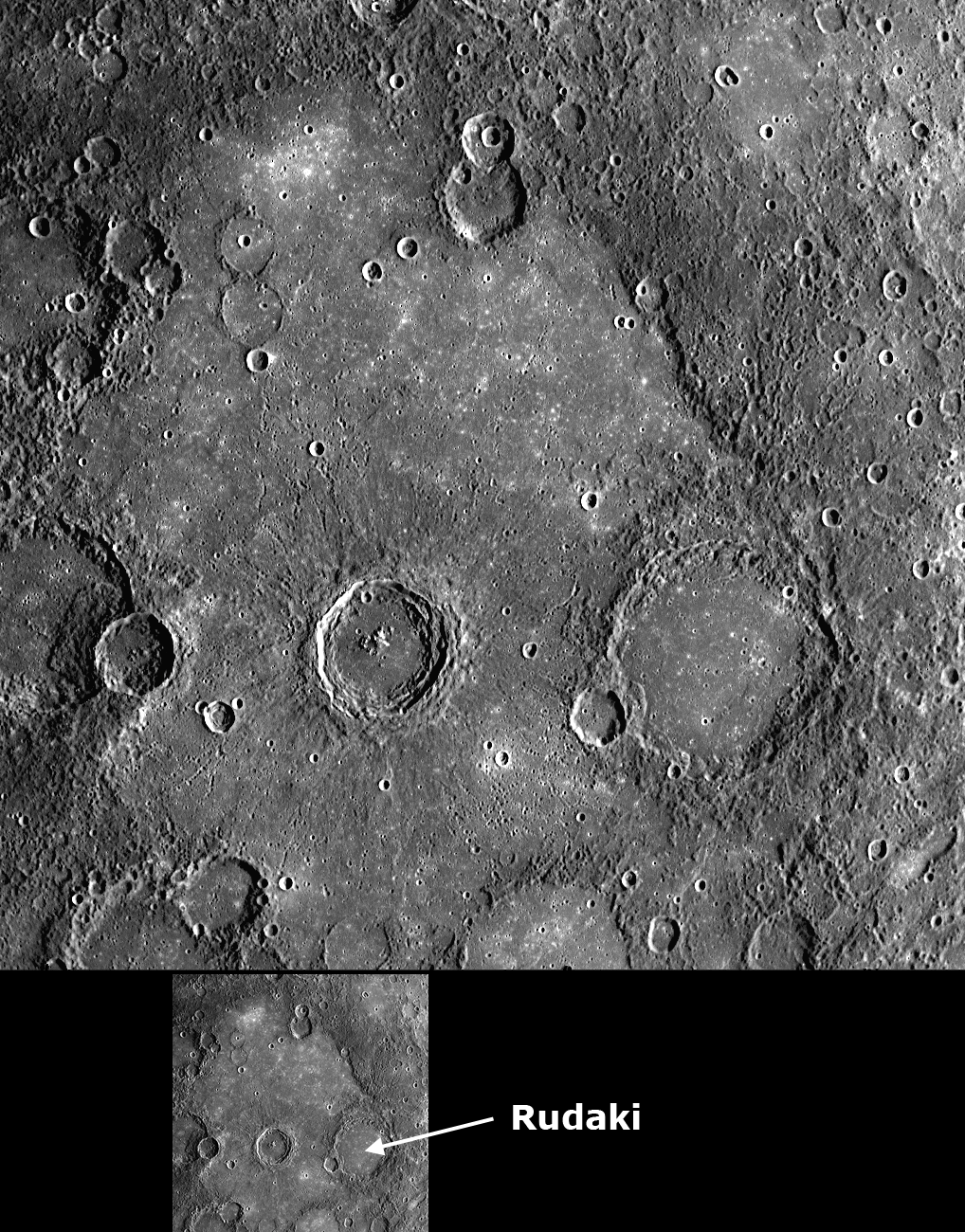
Крупний план кратера Меркурія на ім'я Рудакі. Зображення взято з місії MESSENGER. На дні Рудакі і в регіоні, що оточує кратер на заході або зліва, є ділянки, залиті лавою, від якої залишилися лише краї цих кратерів. Ця місцевість відома як гладкі рівнини, утворені вулканічними потоками на поверхні Меркурія. На схід, або праворуч, від цього кратера знаходяться міжкратерні рівнини, які можуть бути присутніми на різних висотах через попереднє підняття після формування.

На Меркурії є два геологічно різних типи рівнин — гладкі рівнини вулканічного походження та міжкратерні рівнини невизначеного походження.

### Гладкі рівнини
Гладкі рівнини — це широко розповсюджені плоскі ділянки, що нагадують місячне море, які заповнюють западини різного розміру. Яскравим прикладом гладкої рівнини є та, що заповнює широке кільце навколо басейну Калоріс, найбільшого ударного басейну на Меркурії. Однак помітна відмінність між місячним морем і гладкими рівнинами Меркурія полягає в тому, що ці гладкі рівнини мають таке ж альбедо, або властивості, як і міжкратерні рівнини, що межують з ними. Навіть за відсутності вулканічних ознак, все одно вважається, що гладкі рівнини мають вулканічне походження.

### Міжкратерні рівнини
Міжкратерні рівнини — найдавніша видима поверхня на Меркурії, яка передувала вкритій кратерами місцевості. Це пологі або горбисті рівнини, знаходяться у регіонах між великими кратерами. Міжкратерні рівнини, схоже, вкрили або зруйнували багато більш ранніх кратерів і свідчать про загальний дефіцит менших кратерів діаметром менше 30 км. Неясно, чи мають вони вулканічне або ударне походження[прояснити]. Міжкратерні рівнини розподілені приблизно рівномірно по всій поверхні планети.

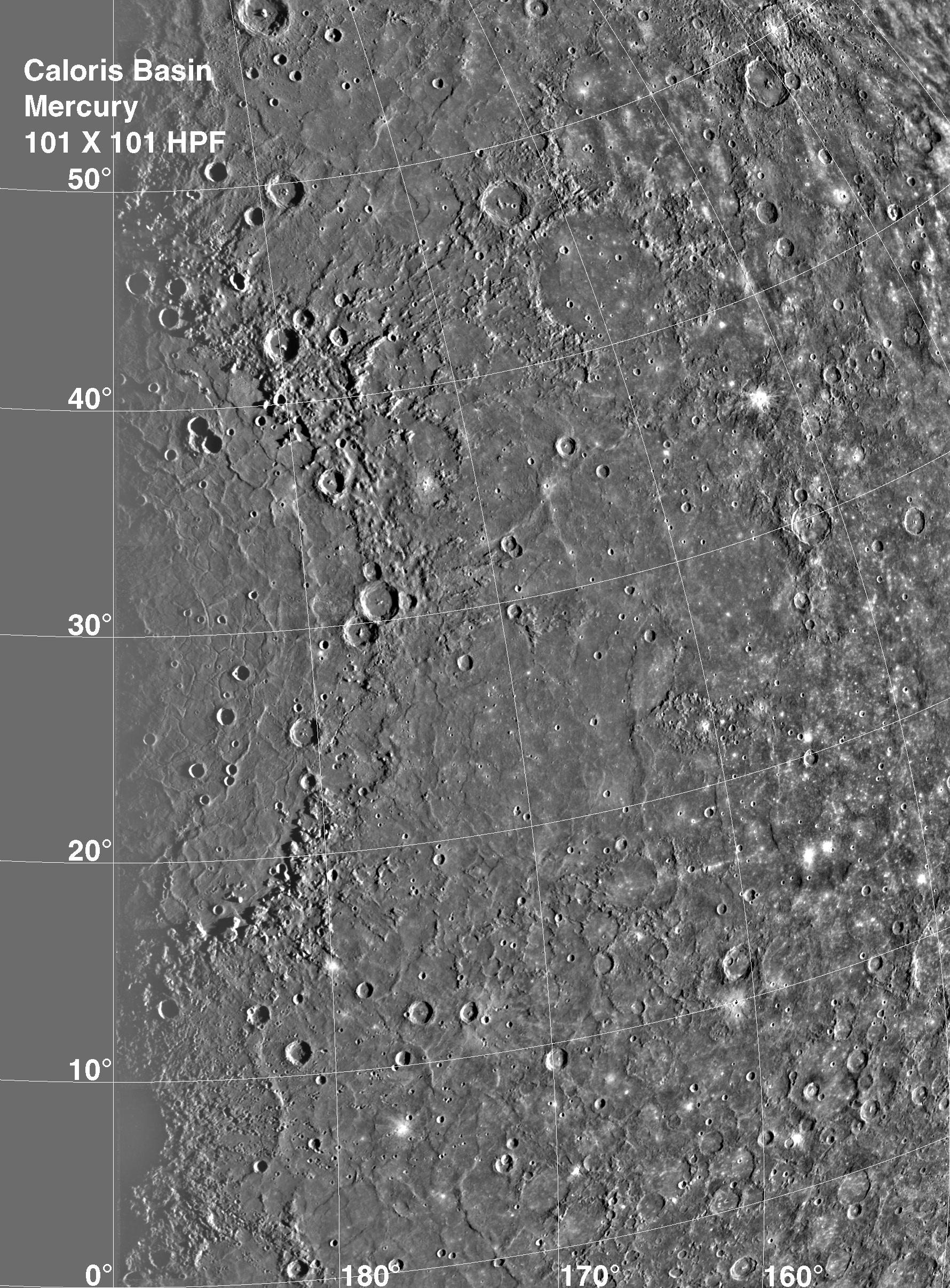
Басейн Калоріс — найбільший ударний кратер Меркурія (ліва частина зображення), оточений кільцем гір з хаотичним рельєфом, що йде за ним і врешті-решт переходить у гладкі міжкратерні рівнини.

Найбільш кратеризовані регіони на Меркурії містять великі площі, практично вільні від ударних кратерів діаметром понад 50 кілометрів. Поверхню цих регіонів можна умовно розділити на дві категорії: скупчення великих кратерів і рівнини, що межують з цими скупченнями кратерів. Таку комбінацію особливостей поверхні команда Mariner 10 Imaging Science Team назвала «міжкратерними рівнинами». Ці рівнини викликали дискусії[прояснити].

## Гіпотези походження

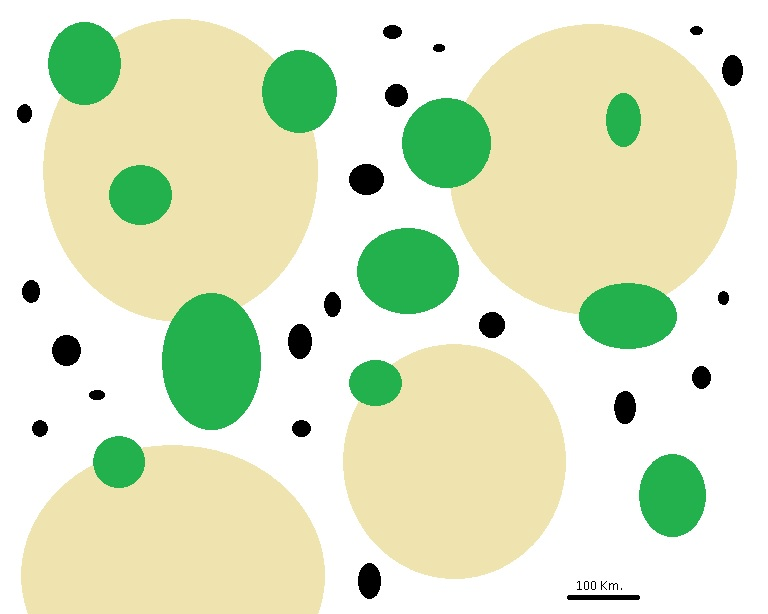
Приклад міжкратерних рівнин на Меркурії. Жовтим кольором показано міжкратерні рівнини, а зеленим — молоді ударні кратери. Білим — прилеглі до цих об'єктів райони. Чорним — інші кратери цієї області.

На відміну від гладких рівнин, походження міжкратерних рівнин не визначене. Дослідження і спостереження звузили уявлення про походження міжкратерних рівнин на Меркурії до двох гіпотез. Перша гіпотеза пов'язує утворення з псевдозрідженим ударом, ежектом, який є результатом удару метеорита об поверхню з такою силою, що він перетворюється на рідину, після чого рідкі уламки викидаються в повітря і приземляються, заповнюючи будь-які більш низькі ділянки або кратери. Інша гіпотеза полягає в тому, що рівнини утворилися з вулканічних відкладень, що походять з-під поверхні самого Меркурія.
На основі розподілу міжкратерних рівнин і стратиграфічних зв'язків між вторинними кратерами і гладкими рівнинами стверджується, що більшість міжкратерних рівнин були утворені вулканічним шляхом.

## ДаніMESSENGER
Інформацію та дані було зібрано зі стереоскопічних зображень Mariner 10 та наборів даних MESSENGER з вищою роздільною здатністю. Вища роздільна здатність наборів даних MESSENGER порівняно з даними Mariner 10 дозволяє краще дослідити найдавніші рівнинні ділянки на Меркурії. Міжкратерні рівнини щільно вкриті кратерами діаметром менше десяти кілометрів, утворюючи високотекстуровану поверхню, яка вказує на давні дотолстоянські та толстоянські утворення віком понад 3,9 Ga (мільярдів років). Немає чіткої кореляції з топографією; міжкратерні рівнини вкривають високі плато і продовжуються в топографічні западини. Ці результати показують, що або процес формування міг відбуватися в межах кількох кілометрів, що підтверджує ударне походження, або що рівнини, як правило, є плоскими ділянками, які піднімаються, опускаються або нахиляються після формування.